# Blednaja
Blednaja (rusky Бледная) je řeka v Archangelské oblasti v Rusku. Je dlouhá 150 km. Povodí řeky je 1390 km².

## Průběh toku
Pramení uprostřed mokřadů v centrální části Timanského krjaže. Na svém toku překonává nevelké peřeje. Ústí zleva do Pjozy (povodí Mezeně).

## Vodní režim
Zdrojem vody jsou sněhové a dešťové srážky.